# ソレイマヌ・ムバイエ
ソレイマヌ・ムバイエ（Souleymane M'baye、1975年3月21日 - ）は、フランスのプロボクサー。元WBA世界スーパーライト級王者。元WBA世界ウェルター級暫定王者。世界2階級制覇王者。The Sensation の異名を持つ。

## 来歴
1998年11月17日、プロデビュー。主戦場は主にヨーロッパに限られていたが、19連勝と勢いに乗ったままキャリアを進行させた。
2001年4月24日、20戦目で国内タイトル戦をノルディン・ムーチと行い、2-1の判定勝ちで全仏スーパーライト級王座を獲得した。
2002年1月22日、ポーランドのグディニャでEBUヨーロッパ連合スーパーライト級王座決定戦を12戦無敗のヨルゲン・ハエクと行い、2回TKOで下しタイトル獲得に成功、敗れたハエクは13戦目にして初黒星となった。
2002年5月23日、フランス・オー＝ド＝セーヌ県ルヴァロワ＝ペレにあるパレ・デ・スポールで元WBA世界スーパーライト級王者でWBAインターコンチネンタルスーパーライト級王者のカル・ライリーに挑戦。3-0の判定勝ちで王座獲得に成功し、ライリーはこの試合を最後に引退したため結果的に引導を渡したという事となった。
2003年7月12日、アメリカデビュー。ネバダ州ラスベガスのジ・オーリンズホテル&カジノでWBA世界スーパーライト級王者ビビアン・ハリス対戦するが、プロ初黒星となる12回0-3(110-117、111-116、111-116)の判定負けを喫し王座獲得に失敗した。
2004年10月21日、自身の地元でアンドレアス・コテルニクとWBA世界スーパーライト級挑戦者決定戦を行い、2-1の僅差判定勝ちで挑戦権を獲得した。
その後はノンタイトル戦を数戦挟み、2006年9月2日、イギリス・ランカシャーボルトンのボルトンアリーナでWBA世界スーパーライト級王座決定戦を元WBA世界ライト級王者ラウル・バルビと行い、元世界王者相手に実力差を見せつけ4回TKO勝ちで制し悲願の世界王座を獲得した。
2007年3月10日、イギリス・マージーサイドリヴァプールのオリンピアでアンドレアス・コテルニクと再戦、試合は挑戦者が前に出てそれを王者がアウトボクシングで捌いていく展開、序盤は足を使い相手の攻撃を空転させていくも中盤からはコテルニクのパンチに手を焼き徐々に相手のパンチを交わしきれなくなり終盤はポイントを取ったり取られたりの中で最終12回のゴングが鳴り終わり判定決着へ、採点は引き分けでムバイエが苦闘の初防衛に成功するがコテルニクが勝っていたという声も少なくなかった。
2007年7月21日、ウェールズカーディフのカーディフ・インターナショナル・アリーナでゲビン・リースと対戦、前回のドローとなった試合からおよそ4ヶ月今度こそは明白な勝利で王座を守りたかったが相手のボクシングに翻弄され12回0-3(112-117、113-117、110-118)の判定で敗れ王座から陥落した。
2007年11月10日、ホームタウンでアメス・ディアスとWBC世界スーパーライト級挑戦者決定戦を行い、4回TKO勝ちで挑戦権を獲得した。
2008年6月6日、カナダ・ケベック州モントリオールでIBF世界スーパーライト級挑戦者決定戦をハーマン・ヌゴウジョと行い、ジャブで軽いパンチながらも先制攻撃を仕掛け、相手にペースが渡るのを防いでいたがヌゴウジョは強引に接近戦へと持ち込み力強いコンビーネーションのパンチを打ち込むもムバイエの巧みなディフェンスによってクリーンヒットとはならず、その後も両者互いの攻防が続き終盤には相手がガス欠をおこし、実力が拮抗したまま試合終了のゴングを聞いた、結局守りに徹していた事もあり手数が少なくなったムバイエよりもヌゴウジョのダメージパンチはなくとも手数を出していた事が判定の分岐点となり0-3の小差判定負けで敗れ挑戦権獲得に失敗した。
2009年7月3日、コリン・ラインスとEBU欧州スーパーライト級王座決定戦を行い、2-1の僅差の判定勝ちで王座を獲得した。
2010年5月28日、パリ近郊で階級を一つ上げWBA世界ウェルター級暫定王座決定戦で23戦無敗のアントナン・ドカリと対戦し、3-0の判定勝ちで王座を獲得した。
2011年7月14日、モロッコ・マラケシュのジャマ・エル・フナ広場でフランス在住のモロッコ人のイスマエル・エル・マスウーディ（フランス）と対戦し、相手の豊富なスタミナからくる動きやパンチに手こずりながらも序盤はペースを抑えていき、中盤もリードジャブが冴えわたりこのまま王者ペースで試合が終わるかと思われた矢先10回に相手のアッパーを貰い一瞬動きが止まると、12回にはラフながらも果敢に攻める挑戦者のパンチを貰いダウン結局右ヒザも痛めた事もあり、立てず最終回2分19秒TKO負けを喫し初防衛に失敗し王座からも陥落した。
その後2013年3月21日に一試合調整試合を挟み復帰し結果は2回TKO勝ちを収めた。
2013年7月13日、モナコ・モンテカルロにあるサル・デゼトワールでWBA・IBO世界スーパーライト級王者カビブ・アーラフベルディエフに対戦し、11回2分27秒TKO負けを喫し6年ぶりとなるWBA王座返り咲きとIBO王座獲得に失敗した。

## 獲得タイトル
- 全仏スーパーライト級王座
- EBUヨーロッパ連合スーパーライト級王座
- WBAインターコンチネンタルスーパーライト級王座
- WBA世界スーパーライト級王座（防衛1）
- EBU欧州スーパーライト級王座
- WBA世界ウェルター級暫定王座